# Santiniho hostinec (Ostrov nad Oslavou)
Zájezdní hostinec v Ostrově nad Oslavou, původně součást hospodářského dvora, nechal zbudovat Václav Vejmluva, opat nedalekého cisterciáckého kláštera ve Žďáře nad Sázavou kolem roku 1720. Barokně gotická stavba vznikla podle projektu Jana Blažeje Santiniho-Aichla a je chráněna jako nemovitá kulturní památka. Areál hostince se dochoval včetně části hospodářských objektů, které vznikaly postupně od vzniku hostince a charakterizují tak jednotlivé stavební etapy, kterými areál prošel. Památka není veřejnosti přístupná. 

## Historie
Opat Václav Vejmluva koupil v roce 1709 vesnici Ostrov s rytířským sídlem, kostelem, mýtem, se všemi robotami, právy a výsadami od dědiců Lva Buriana Berky, hraběte z Dubé a Lipé. Opat Vejmluva využil výčepního práva bývalé ostrovské rychty a v roce 1720 dal na jejím místě vystavět klášterní hostinec, který sloužil jako místo odpočinku církevních hodnostářů při cestách do Žďáru a na křižanovské panství. Oslovil svého osvědčeného architekta Jana Santiniho a podle jeho projektu vznikla poměrně reprezentativní stavba připomínající letohrádek. Nejstarší písemné zmínky o hostinci pocházejí z pozemkových knih žďárského klášterního velkostatku z roku 1771. Dle katastrální skici měl hostinec dvoukřídlou hospodářskou budovu s klenutými chlévy příčně pod dvorem, vozovou kolnu, západní budovu a stodolu s chlévy na jižní hranici dvora. Na hlavní budovu byla pak navázána středová stavba na pilířích a se sedlovou střechou. Dvůr byl obehnán ohradní zdí.
V roce 1771 klášter kvůli nedostatku finančních prostředků prodal hostinec do soukromých rukou. V roce 1819 vypukl v Ostrově požár a hostinec vyhořel. Majitel Václav Chromý nechal budovu opravit a současně provedl řadu změn, především na hospodářských objektech (vznikl objekt stájí při západní hranici dvora a ohradní zeď). V průběhu následujících let se zde vystřídalo několik majitelů. Roku 1938 byly při adaptaci zničeny historické plastické nárožní rustiky fasády. V roce 1955 byl znárodněn a jeho užívání převedeno na nově založené JZD Ostrov, které v něm zřídilo kanceláře a sklady. V roce 1957 byla část hostince s okolními stodolami přestavěna na kravín a další hospodářské účely.  V roce 1962 byl hostinec pronajat LSD Jednota Žďár nad Sázavou a znovu zde bylo obnoveno pohostinství. Objekt byl v roce 1963 zapsán na seznam chráněných památek, přilehlé hospodářské budovy a ohradní zeď v roce 2013.  V roce 1988 byly zahájeny práce na rekonstrukci objektu, během nich však došlo k poškození původních kleneb. V roce 1993 získala hostinec v restituci rodina posledních soukromých majitelů, která se rozhodla uvést památku do původního stavu. První projekt byl zpracován v roce 1994, práce byly po složitých  jednáních a majetkoprávních sporech zahájeny až v roce 1999. Stav Panské hospody v Ostrově nad Oslavou byl v té době  označen jako havarijní, ohrožující již samou existenci památky. Rekonstrukce hlavní budovy a obou křídel byla dokončena v roce 2019. Mezitím byl v roce 2016 připraven projekt rekonstrukce hospodářských budov.  Rekonstrukci financoval majitel ze soukromých prostředků za přispění obce, kraje a Ministerstva kultury. V roce 2013 vznikl spolek Sambucus se sídlem v hostinci, jehož cílem je spravovat a rozvíjet areál hostince a věnovat se dále rozvoji Ostrova nad Oslavou a jeho širšímu okolí.

## Popis
Objekt stojí v obci Ostrov, u silnice do Žďáru nad Sázavou, nedaleko kostela sv. Jakuba staršího. Panská hospoda byla navržená ve stylu barokní gotiky a její půdorys má tvar W, což představuje iniciály žďárského opata Václava Vejmluvy. Vstupní trakt je třípodlažní, k němu jsou nakoso postavená přízemní boční křídla na čtvercových půdorysech  Výsledným půdorysem stavby je písmeno W, které odkazuje na první písmena opatova jména a příjmení. Horní patro hlavní budovy má  mansardovou střechu se dvěma vysokými, štíhlými komíny po stranách. Boční křídla mají střechy stanové. Okna jsou obdélná, ve štítě mansardy nad hlavním vchodem je okno oválné.  Hostinec je z obou stran doplněn dvěma symetrickými zděnými branami s polokruhovým záklenkem. Hospodářské zázemí není na rozdíl od hlavní stavby ze silnice vidět.